# Presumpte homicida (pel·lícula de 1992)
Presumpte homicida (títol original: All-American Murder) és una pel·lícula estatunidenca dirigida per Anson Williams, estrenada l'any 1992 directament en vídeo. Ha estat doblada al català.

## Argument
Artie Logan, estudiant a la universitat d'Estat d'Oklahoma, coneix la bonica Tally Fuller i té una cita amb ella. Però la jove és brutalment assassinada aquella nit i Artie és detingut per la policia. Malgrat les protestes dels seus col·legues, l'inspector P.J. Decker creu en la innocència de Artie i allibera el jove, donant-li 24 hores per descobrir l'autèntic assassí. Els homicidis continuen tanmateix succeint-se ràpidament.

## Repartiment
- Charlie Schlatter: Artie Logan
- Christopher Walken: P.J. Decker
- Josie Bissett: Tally Fuller
- Richard Kind: Lou Alonzo
- Joanna Cassidy: Erica Darby
- Mitchell Anderson: Doug Sawyer
- Woody Watson: Frank Harley
- Amy Davis: Wendy Stern
- J. C. Quinn: Harry Forbes
- Craig Stout: Dean Darby
- Angie Brown: Laurie Grant